# Rounek
Rounek (německy Raunek) je součást obce Vyskytná nad Jihlavou v okrese Jihlava.

## Název
Název se vyvíjel od varianty Rausnek (1398), Ravnek (1437), Rawnek (1498), Rauchnek (1596), Raunek (1654) Neu Raunek a Alt Raunek (1787), Raunek (1843). Původní jméno bylo německého původu a znělo dorf im rühen ecke a znamenalo ves v drsném (chladném či neúrodném) koutě.

## Historie
První písemnou zmínku o Rounku z roku 1359 obsahuje první jihlavská městská kniha, v níž byla ves Rausnek potvrzena opatovi kláštera želivského. Lze však soudit, že ves byla založena už někdy ve druhé polovině 13. století v souvislosti s blízkým nalezištěm stříbrné rudy. První osadníci přišli z německy hovořících zemí, o čemž svědčí dodnes zachovaný ráz obce tzv. ulicovky. Ještě lépe je patrný na dochované rukopisné katastrální mapě z roku 1780, uložené ve Státním okresním archivu v Jihlavě.
V době založení ves patřila do rozsáhlého majetku Želivského kláštera spravujícího toto území až do první čtvrtiny 15. století, kdy přešlo do držení významného českého rodu Trčků z Lípy. Z roku 1554 se v archivu dochoval soupis držitelů jednotlivých gruntů. Posledním majitelem se v roce 1596 stalo královské město Jihlava. Roku 1787 se začaly rozlišovat dvě místní části Neu Raunek a Alt Raunek.
Až do roku 1945 převládalo v obci německé obyvatelstvo. Mezi významné památky patří zachovalá hornická kutiště z období prvního dolování na Jihlavsku, která se nacházejí na vrchu U sv. Antonína. Vrch je pojmenován podle stejnojmenné barokní kapličky postavené při bývalé cestě z Jihlavy do Pelhřimova. Stavbu financoval a realizoval pelhřimovský pekař Antonín Polesný v roce 1737. Uvnitř kaple, opředené pověstmi, je iluzivní barokní výmalba. Nedaleko vrchu U sv. Antonína jsou zbytky vojenského opevnění zvaného šance, postaveného na okraji lesa během manévrů v roce 1843.
Na katastru obce se nacházejí v současnosti čtyři křížové kameny. Jižní hranici katastru tvořila od počátku řeka Jihlava. V polovině 16. století zde byla vystavena mohutná hráz, odkud byla 1,5 km dlouhým náhonem vedena voda k veliké valše postavené jihlavskými soukeníky. Část hráze je dodnes patrna při lávce vedoucí k Pekelskému mlýnu. Jihozápadní hranici katastru tvoří Hubenovská vodovodní nádrž, reservoár pitné vody pro Jihlavu.
V letech 1869–1880 existovaly Starý Rounek a Nový Rounek, od roku 1900 spadá pod Vyskytnou nad Jihlavou.

## Přírodní poměry
Rounek leží v okrese Jihlava v Kraji Vysočina. Nachází se 1,5 km jižně od Vyskytné nad Jihlavou, 1,5 km západně od Rantířova a 6,5 km západně od Jihlavy. Geomorfologicky je oblast součástí Česko-moravské subprovincie, konkrétně Křemešnické vrchoviny a jejího podcelku Humpolecká vrchovina, v jejíž rámci spadá pod geomorfologický okrsek Vyskytenská pahorkatina. Průměrná nadmořská výška činí 550 metrů. Nejvyšší bod o nadmořské výšce 581 metrů stojí západně od vsi. Rounkem protéká řeka Jihlava. Západní hranici tvoří vodní nádrž Hubenov, jíž protéká Maršovský potok, který se jižně od Rounku vlévá do řeky Jihlavy. Kolem křížku na rozcestí cest mezi Starým a Novým Rounkem rostou dvě památné lípy velkolisté, další čtyři památné lípy velkolisté stojí kolem křížku před Starým Rounkem.

## Obyvatelstvo
Podle sčítání 1921 zde žilo v 30 domech 188 obyvatel, z nichž bylo 96 žen. 67 obyvatel se hlásilo k československé národnosti, 119 k německé. Žilo zde 187 římských katolíků.
| Rok            | 1869 | 1880 | 1890 | 1900 | 1910 | 1921 | 1930 | 1950 | 1961 | 1970 | 1980 | 1991 | 2001 | 2011 |
| -------------- | ---- | ---- | ---- | ---- | ---- | ---- | ---- | ---- | ---- | ---- | ---- | ---- | ---- | ---- |
| Počet obyvatel | 186  | 185  | 217  | 221  | 220  | 188  | 193  | 131  | 140  | 99   | 77   | 57   | 50   | 116  |

## Hospodářství a doprava
Sídlí firma M.V.A.V., spol. s r.o. a umělecké kovářství Drbal. Rounkem prochází silnice III. třídy č. 01948 do Rantířova.

## Památky
- Kaple svatého Antonína Paduánského z roku 1737
- Gotická monstrance z 15. století, nalezená v zásypu u cesty (je vystavena v Muzeu Vysočiny v Jihlavě[15].
- Boží muka na návsi z 18. století
- Šance z roku 1843
- 4 křížové kameny z 18. století na katastru obce
- Stará kutiště z druhé poloviny 13. století na vrchu U sv. Antonína

## Další fotografie

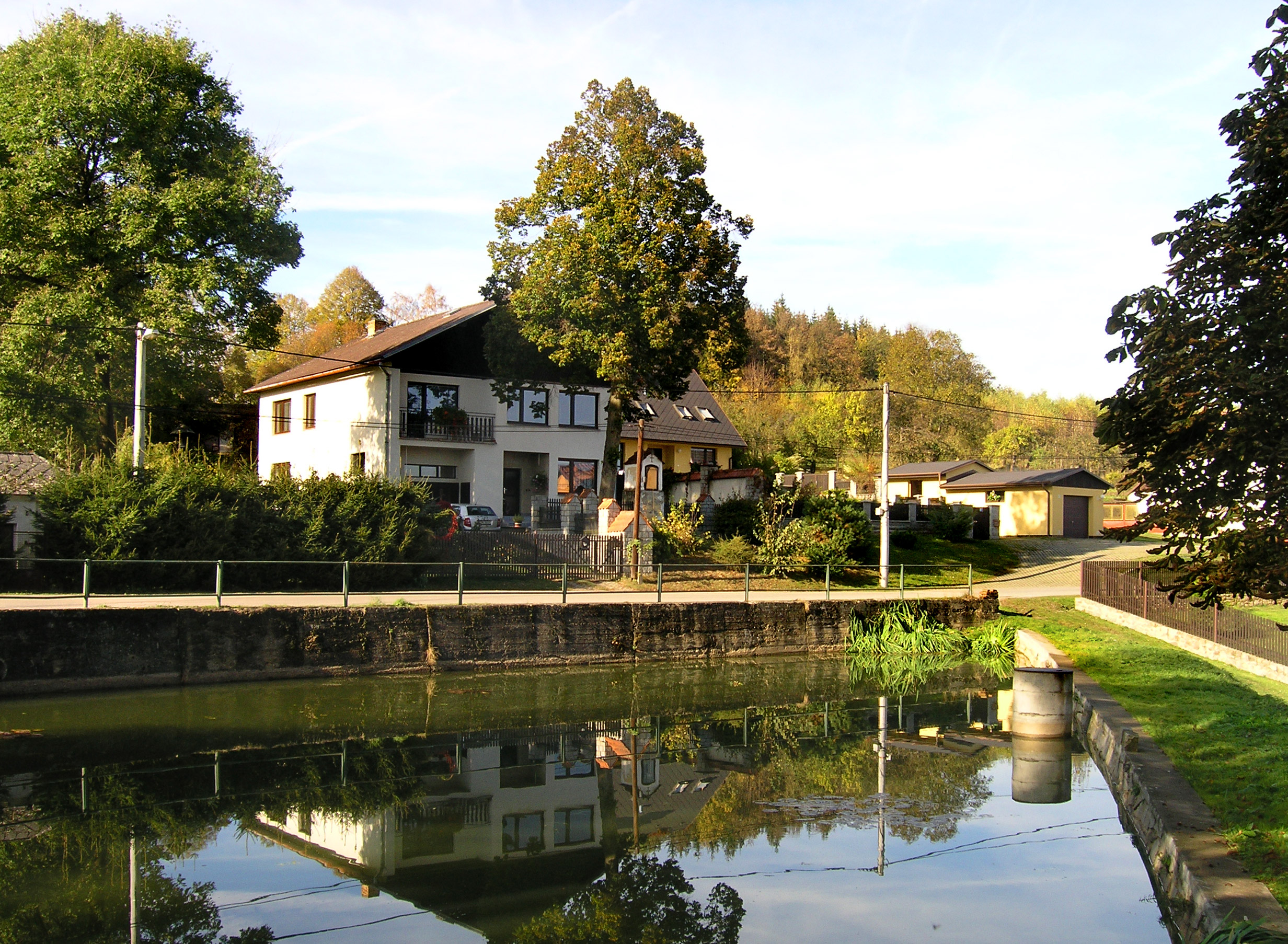
Rybník na východě vesnice
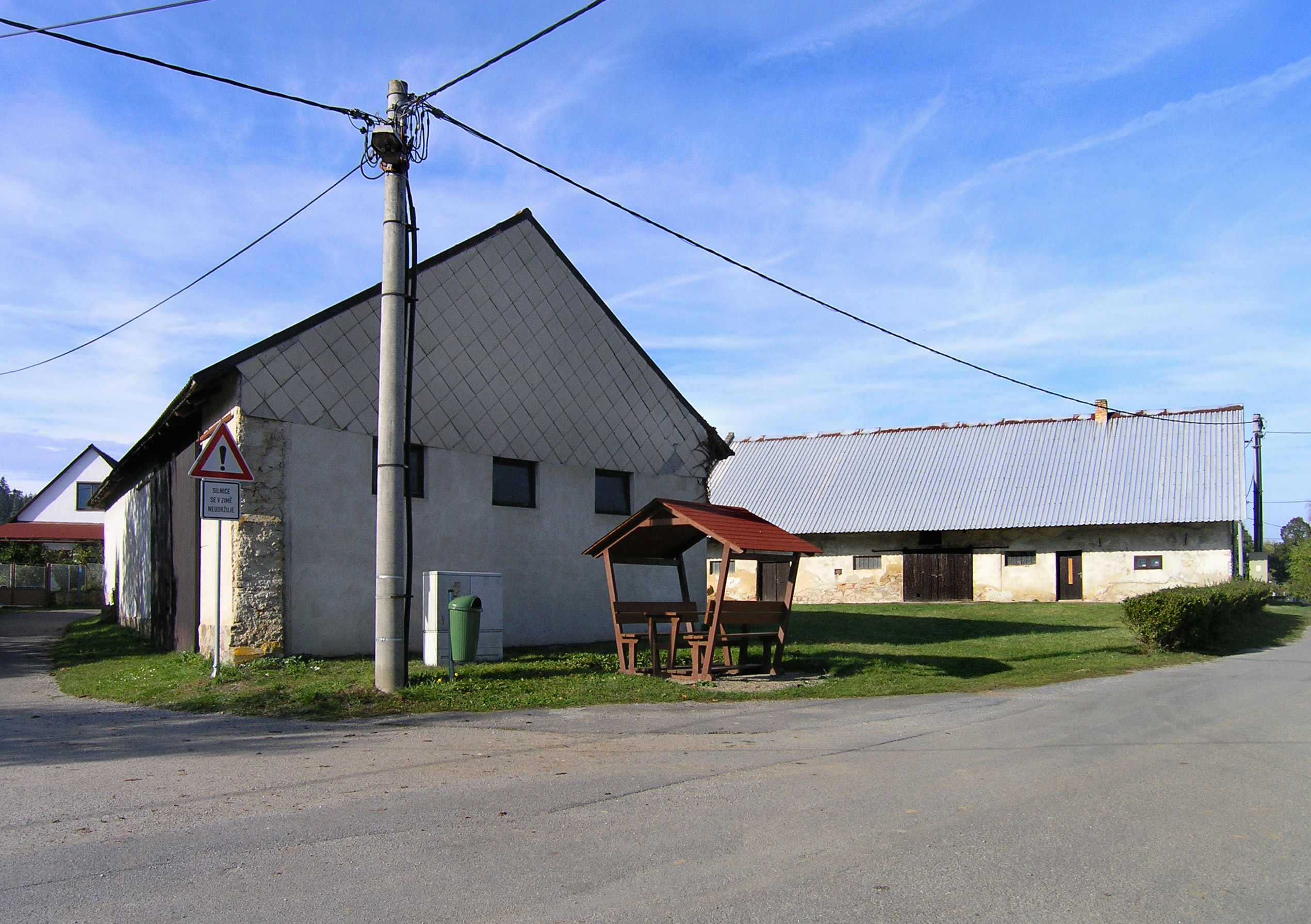
Náves na západě